# Arthur Tyler
Arthur Tyler   (Utica, 26 de juliol de 1915 - Henderson, 23 d'agost de 2008) fou un pilot de bob estatunidenc que va competir durant la dècada de 1950.
El 1956 va prendre part en els Jocs Olímpics d'Hivern de Cortina d'Ampezzo, on disputà les dues proves del programa de bob. Guanyà la medalla de bronze en la prova del bobs a quatre fent equip amb William Dodge, Charles Butler i James Lamy, mentre en la de bob a dos fou sisè. En el seu palmarès també destaquen una medalla d'or, una de plata i dues de bronze al Campionat del món de bob.